# Henk Nijdam
Hendrik "Henk" Nijdam (ur. 26 września 1935 w Eelderwolde, zm. 30 kwietnia 2009 w Bredzie) – holenderski kolarz torowy i szosowy, czterokrotny medalista torowych mistrzostw świata.

## Kariera
Pierwszy sukces w karierze Henk Nijdam osiągnął w 1957 roku, kiedy zwyciężył w szosowym kryterium w Alkmaarze. Na rozgrywanych trzy lata później torowych mistrzostwach świata w Lipsku zdobył srebrny medal w indywidualnym wyścigu na dochodzenie – wyprzedził go tylko Francuz Marcel Delattre. W tym samym roku wystąpił na igrzyskach olimpijskich w Rzymie, gdzie wraz z kolegami z reprezentacji zajął piąte miejsce w drużynowym wyścigu na dochodzenie. W 1961 roku zdobył indywidualnie złoty medal w rywalizacji amatorów podczas mistrzostw świata w Zurychu. W 1962 roku przeszedł na zawodowstwo i już na mistrzostwach świata w Mediolanie został mistrzem świata w swej koronnej konkurencji. Ostatni medal wywalczył na rozgrywanych w 1963 roku mistrzostwach świata w Liègem gdzie zajął trzecie miejsce za Włochem Leandro Fagginem i swym rodakiem Peterem Postem. Wielokrotnie zdobywał medale torowych mistrzostw kraju, w tym sześć złotych. Startował również w wyścigach szosowych, wygrywając po jednym etapie Tour de France w 1964 i 1966 roku, ale w klasyfikacji generalnej zajmował odległe pozycje. W 1966 roku wygrał także trzy etapy Vuelta a España, a rok później kolejny, mimo to w klasyfikacji końcowej nie zmieścił się w pierwszej dwudziestce.
Jego syn Jelle Nijdam również był kolarzem.